# Gomyella
Genre
Gomyella est un genre de la famille des Ptiliidae.

## Liste d'espèces
Liste des espèces selon GBIF (13 juin 2022) :
- Gomyella aptera Johnson, 1985
- Gomyella apteroides Johnson, 1985
- Gomyella canaliculata Johnson, 1985
- Gomyella carinata Johnson, 1985
- Gomyella lata Johnson, 2008
- Gomyella lawrencei Johnson, 2008
- Gomyella longicornis Johnson, 1985
- Gomyella obscura Johnson, 1985
- Gomyella parva Johnson, 1985
- Gomyella rufotestacea (A.Matthews, 1894)
- Gomyella schauenbergi Johnson, 1985
- Gomyella similata Johnson, 1985
- Gomyella simplex Johnson, 1985

## Publication originale
- (en) Colin Johnson, « Revision of Ptiliidae (Coleoptera) occurring in the Mascarenes, Seychelles and neighbouring islands », Entomologica Basiliensia, Musée d’histoire naturelle de Bâle, vol. 10,‎ 1985, p. 159-237 (ISSN 0253-2484 et 2813-9712, DOI 10.5169/SEALS-980641).